# Fray Alberigo
Alberigo dei Manfredi, llamado Fray Alberigo (...-post 1300), es un personaje que se encuentra en el canto XXXIII en el Infierno de Dante Alighieri, en la tercera zona del noveno círculo, es decir la Tolomea, donde son castigados los traidores de los huéspedes.

Respondió pues: Yo soy fray Alberigo;

soy aquel de la fruta del mal huerto,

que aquí retomo dátil por higo.
Infierno, XXXIII, vv. 118-120

## Biografía
De la familia de los Manfredi de Faenza, estaba en la orden de los Frailes Gaudentes desde el 1267.
El 2 de mayo de 1285 invitó a comer a dos parientes con los que estaba en discordia (Manfredo y su hijo Alberghetto dei Manfredi), y los hizo matar con toda su comitiva al dar la señal convenida, que era la de servir "la fruta".

## En laDivina Comedia
Todavía no había muerto en el 1300, el año donde se desarrolla la Comedia, pero Dante inventa una particularidad de la zona de la Tolomea, en donde los pecadores serían castigados apenas se produce el pecado, mientras un diablo toma su cuerpo que continúa viviendo en el mundo el tiempo que le fue asignado. Según un comentador antiguo de Dante habría existido en el '300 una frase proverbial de recibir la "fruta del fray Alberigo" para indicar una traición.
Dante tiene una particular maduración en el episodio de Fray Alberigo: el condenado le pide de sacarle el hielo que se le formó sobre los ojos impidiéndole llorar y Dante promete hacerlo. Entonces Alberico inicia a contarle de él y sus vecinos de pena, pidiendo en el medio de sacarle en tanto el hielo de los ojos.

Mas extiende ya tus manos

y ábreme los ojos. Y no se los abrí;

y cortesía fue con él ser villano.
Inf. XXXIII, vv. 148-150

Dante al final rechaza hacerlo, porque si en otras zonas del infierno había sentido piedad por los condenados, ahora comprendió que la justicia divina debe seguir su rumbo y que aliviar las penas de estos sería ir en contra de Dios: cortesía fue para él ser villano, es decir que fue moralmente justo con él ser villano. 